# Lithuanian Juniors 2014
Das Lithuanian Juniors 2014 als bedeutendstes internationales Nachwuchsturnier von Litauen im Badminton fand vom 12. bis zum 14. September 2014 in Klaipėda statt.

## Sieger und Platzierte
| Disziplin    | Gold                                    | Silber                           | Bronze                               |
| ------------ | --------------------------------------- | -------------------------------- | ------------------------------------ |
| Herreneinzel | Wolfgang Gnedt                          | Mateusz Biernacki                | Mihkel Laanes                        |
| Herreneinzel | Wolfgang Gnedt                          | Mateusz Biernacki                | Aleksandr Vasilkin                   |
| Dameneinzel  | Ksenia Evgenova                         | Ekaterina Kut                    | Kristin Kuuba                        |
| Dameneinzel  | Ksenia Evgenova                         | Ekaterina Kut                    | Joanna Stanisz                       |
| Herrendoppel | Przemysław Szydłowski Mateusz Biernacki | Michał Kikosicki Paweł Śmiłowski | Mario Saunpere Mihkel Laanes         |
| Herrendoppel | Przemysław Szydłowski Mateusz Biernacki | Michał Kikosicki Paweł Śmiłowski | Mikk Ounmaa Heiko Zoober             |
| Damendoppel  | Yana Ignatyeva Kristina Vyrvich         | Helina Rüütel Kristin Kuuba      | Kati-Kreet Marran Sale-Liis Teesalu  |
| Damendoppel  | Yana Ignatyeva Kristina Vyrvich         | Helina Rüütel Kristin Kuuba      | Ekaterina Kut Ksenia Evgenova        |
| Mixed        | Aleksandr Vasilkin Kristina Vyrvich     | Mihkel Laanes Kristin Kuuba      | Przemysław Szydłowski Joanna Stanisz |
| Mixed        | Aleksandr Vasilkin Kristina Vyrvich     | Mihkel Laanes Kristin Kuuba      | Mario Saunpere Kati-Kreet Marran     |